# Trougout
Trougout (franska: Trougout (CR), Trougout (Commune Rurale), arabiska: اتروكوت) är en kommun i Marocko.   Den ligger i provinsen Driouch och regionen Oriental, 300 km öster om huvudstaden Rabat. Antalet invånare är 11 541.